# Vlkovice (okres Cheb)
Vlkovice (německy Wilkowitz) jsou obec v Tepelské vrchovině na Chebsku. Nachází se 35 km jihovýchodně od Chebu. Nejbližšími městy jsou Mariánské Lázně (4 km SZ), Planá (12 km J) a Teplá (13 km V). Žije zde 124 obyvatel.

## Historie
Vlkovice existovaly zřejmě již ve 12. stol. za doby opata Hroznaty, ale poprvé jsou zmiňovány až 23. května 1273 v soupise majetků tepelského kláštera pod jménem „Vulcouici“. Obec vznikla na staré stezce spojující Cheb s klášterem v Teplé. V té době vznikl základ dnešní vesnice – rozsáhlá okrouhlice s 8 statky. Název obce je slovanského původu. Založili ji zřejmě Češi z dnešního Lounska (Lučané), ale zřejmě někdy v 15. stol. zde převládlo obyvatelstvo německé.

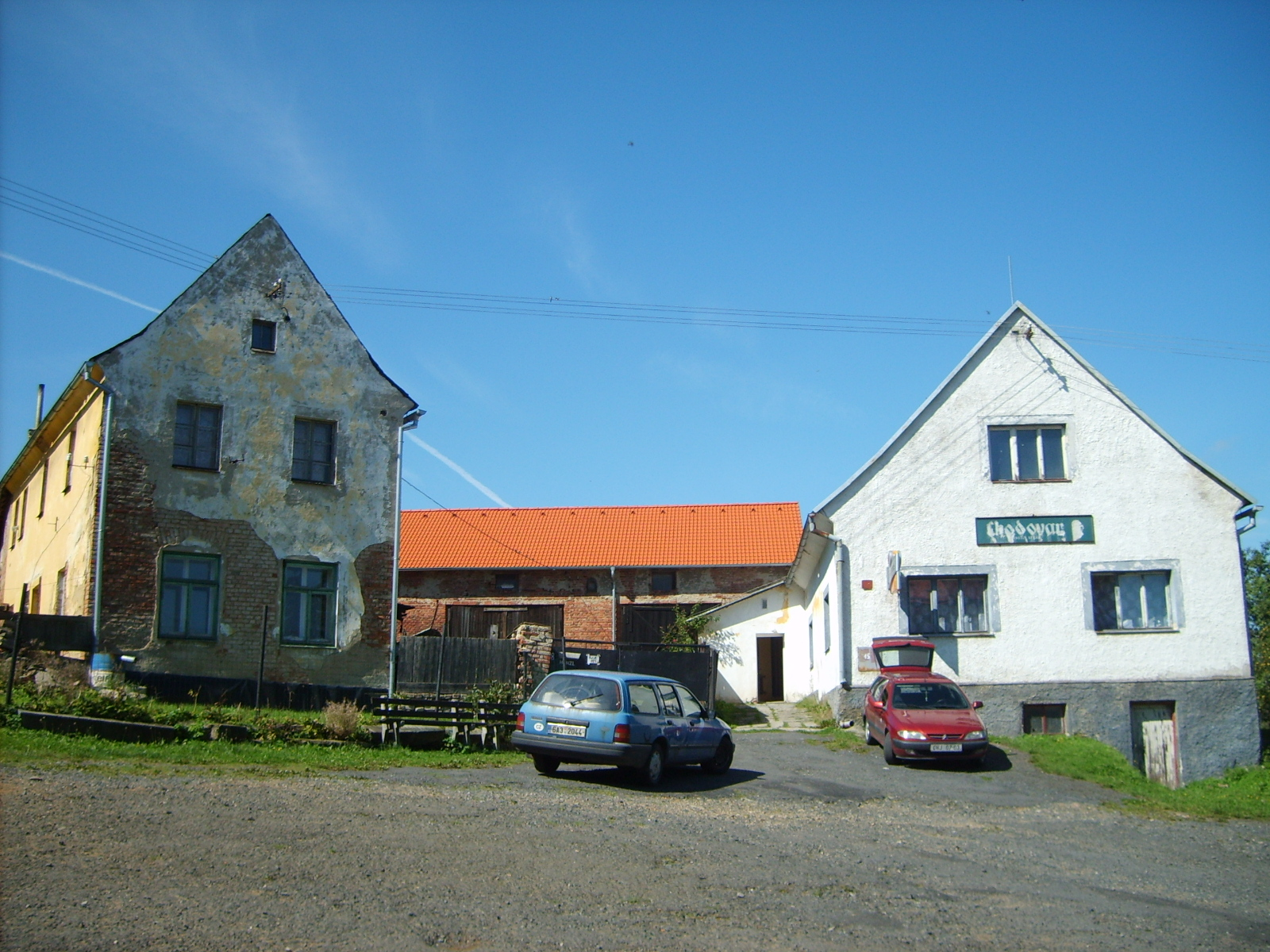
Statek a hospoda na návsi. Zajímavostí je starý vývěsní štít pivovaru Chodovar

Obyvatelé obce se postupně začali přiklánět spíše k protestantskému vyznání – v období husitské revoluce měl na zdejší lidi vliv radikální husitský kazatel z kostela v blízkém Pístově (dnes součást Chodové Plané na Tachovsku). V roce 1530 byly Vlkovice spolu s mnoha okolními vesnicemi prodány rodu Pluhů z Rabštejna, čímž na ně přestal mít vliv tepelský klášter. Během tohoto období se ve vesnicích dále rozvíjela protestantská víra. Od roku 1549 se ale veškeré majetky klášteru opět navrátily a byla zahájena násilná rekatolizace.
V roce 1680 vypuklo v okolí Vlkovic několik selských bouří, které byly reakcí na neustále se zvyšující robotní povinnosti. Ještě v témže roce postihla celé Tepelsko morová epidemie. Koncem 18. stol. byly Vlkovice 2. největší vesnicí patřící tepelskému kláštera (po Pístově). V roce 1781 se ve Vlkovicích narodil Franz Josef Seidl, který se stal prvním rychtářem nově vzniklých Mariánských Lázní.
17. prosince 1898 byl slavnostně zahájen provoz na železniční trati 149 Mariánské Lázně – Karlovy Vary (přes Teplou a Bečov nad Teplou). V bezprostřední blízkosti Vlkovic vznikl 380 m dlouhý železniční tunel protínající vrchol Hůrka. Stavěl se 2 roky. Výhledově se tehdy měly Vlkovice stát dokonce i železniční křižovatkou, protože odsud měla vycházet „Falknovská trať“ směrem na Prameny (dříve Sangerberg), Čistou (Litrbachy, dnes zaniklé město) a Sokolov (dříve Falknov). Výstavba se však do roku 1914 nepodařila realizovat a po válce bylo na plány zapomenuto. Trať do Karlových Varů však byla z počátku velmi výnosná – údajně měla průměrně 2. nejvyšší výnosy ze všech tratí v Rakousku-Uhersku! Po první světové válce, v roce 1925, byla trať zestátněna.
Zajímavostí byla skoro dvacetiletá existence mariánskolázeňského zoo na katastru Vlkovic, které vzniklo v roce 1931 a chovalo dokonce i opice.

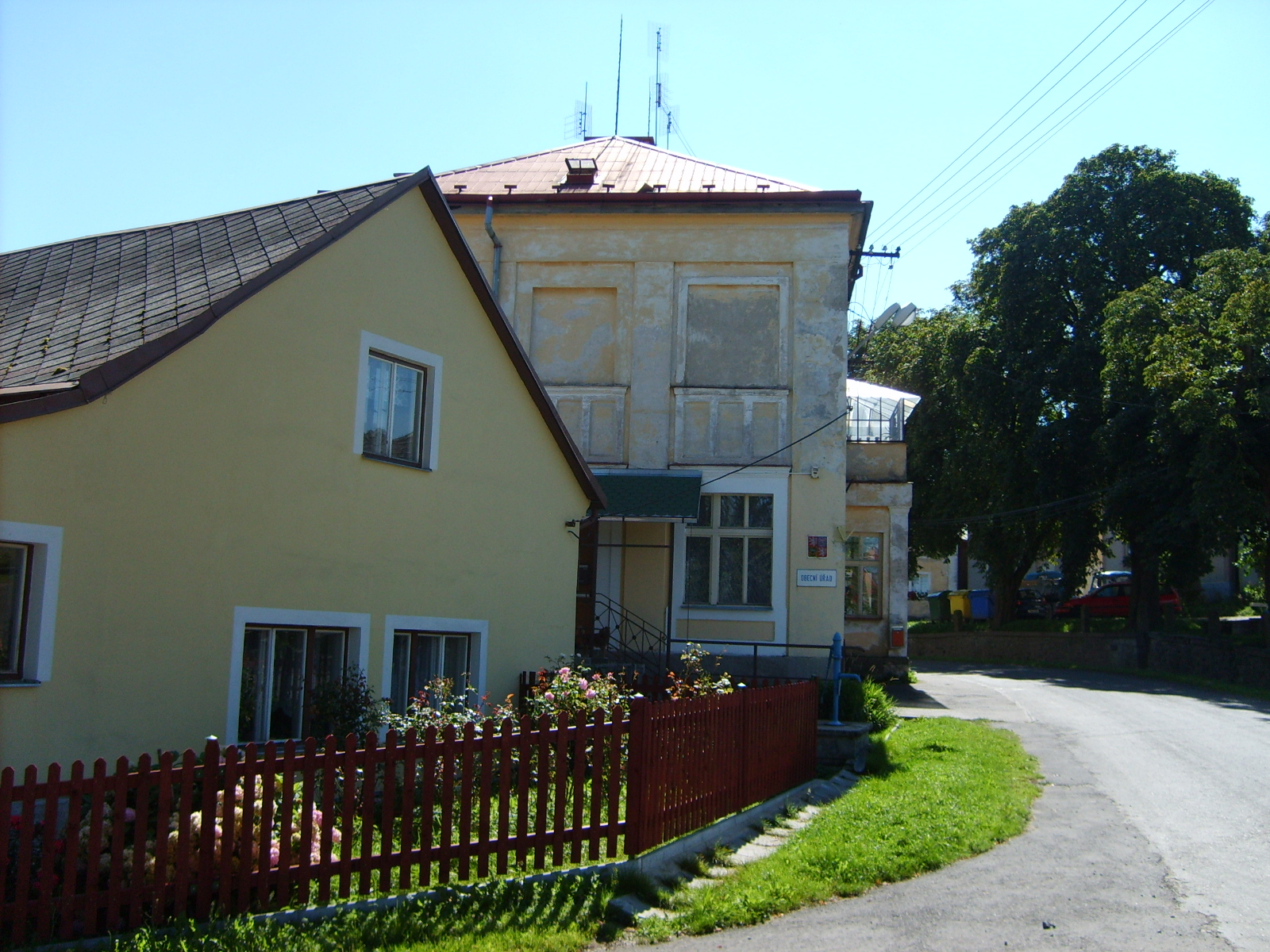
Obecní úřad sídlící v budově bývalé školy na návsi

Vzhledem k velké převaze německého obyvatelstva byla obec po Mnichovu připojena přímo k Říši. Za druhé světové války bylo blízké okolí Mariánských Lázní postiženo útlumem turistického ruchu. Ještě 20. dubna 1945 procházel přes obec jeden z pochodů smrti ze Saska přes Karlovy Vary do bavorského koncentračního tábora Flossenbürg. Tu chladnou noc zde muselo přečkat 800 hladovějících zajatců. Po skončení války (od té doby přibližně za 3 týdny) bylo v katastru obce nalezeno 8 mrtvých těl.
Bezprostředně po ukončení války byl zahájen odsun Němců z obce a okolí. Vzhledem k nepříliš velké lidnatosti obce nebyl takový problém ji dosídlit novými lidmi – během roku 1946 sem přišlo asi 100 dosídlenců. Za komunismu došlo k zestátnění zemědělství, ve Vlkovicích vzniklo středisko živočišné výroby státního statku. V roce 1960 zanikl okres Mariánské Lázně a Vlkovice se staly jednou z „nejzapadlejších“ obcí okresu Cheb. Od roku 1961 je součástí obce také Martinov, dříve osada obce Pístov. Od 1. dubna 1976 se Vlkovice staly součástí blízkých Mariánských Lázní, opět se osamostatnily 24. listopadu 1990.

### Pamětihodnosti
- Smírčí kříže – také ve Vlkovicích se nachází asi 7 tzv. smírčích křížů typických pro oblast Chebska. Jsou to kamenné, ručně tesané pomníky hříchů zdejších obyvatel. Většinou je totiž tesal ten, kdo provedl nějaký těžký zločin (zejm. vraždy). V některých případech pozadí jejich vzniku ale nebylo zdaleka tak tragické, vznikaly např. také jako orientační body v krajině nebo místa setkání.
- Lípa na návsi

## Obyvatelstvo

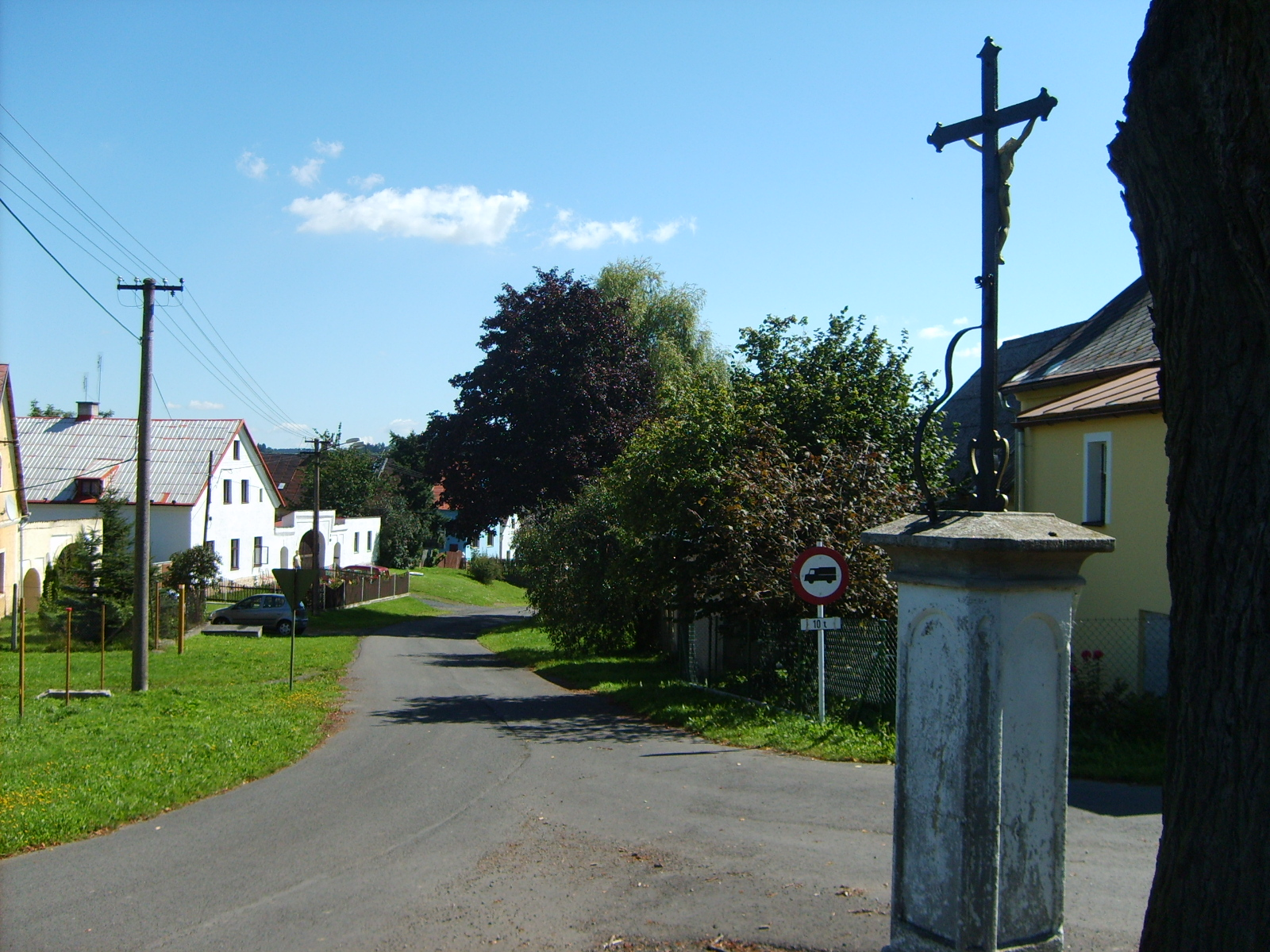
Dolní část obce

Podle sčítání 1930 zde žilo v 41 domech 233 obyvatel. 10 obyvatel se hlásilo k československé národnosti a 220 k německé. Žilo zde 232 římských katolíků.
| Rok            | 1869 | 1880 | 1890 | 1900 | 1910 | 1921 | 1930 | 1950 | 1961 | 1970 | 1980 | 1991 | 2001 | 2011 |
| -------------- | ---- | ---- | ---- | ---- | ---- | ---- | ---- | ---- | ---- | ---- | ---- | ---- | ---- | ---- |
| Počet obyvatel | 180  | 194  | 166  | 188  | 231  | 204  | 233  | 117  | 114  | 102  | 117  | 116  | 110  | 114  |
| Počet domů     | 24   | 25   | 28   | 35   | 38   | 39   | 41   | 34   | 31   | 24   | 27   | 35   | 33   | 35   |

| Rok sčítání                | 1869 | 1900 | 1930 | 1950 | 1970 | 1980 | 1991 | 2001 |
| Počet obyvatel (celá obec) | 312  | 307  | 377  | 166  | 125  | 135  | 130  | 127  |
| -------------------------- | ---- | ---- | ---- | ---- | ---- | ---- | ---- | ---- |
| Vlkovice                   | 180  | 188  | 233  | 117  | 102  | 117  | 116  | 110  |
| Martinov                   | 132  | 119  | 144  | 49   | 23   | 18   | 14   | 17   |

### Sčítání lidu, 2001
- Počet obyvatel: 127
- Národnost:
  - česká : 96,9 %
  - slovenská : 3,1 %
- Náboženské vyznání: věřící : 23,6 %
- Ekonomická aktivita: ekonomicky aktivní : 76 , z toho:
  - nezaměstnaní: 6,6 %
  - zaměstnaní v průmyslu: 21,1 %
  - v zemědělství: 13,2 %
  - ve dopravě, poštách a telekomunikacích: 13,2 %
  - ve stavebnictví: 11,8 %

### MVČR, 2007

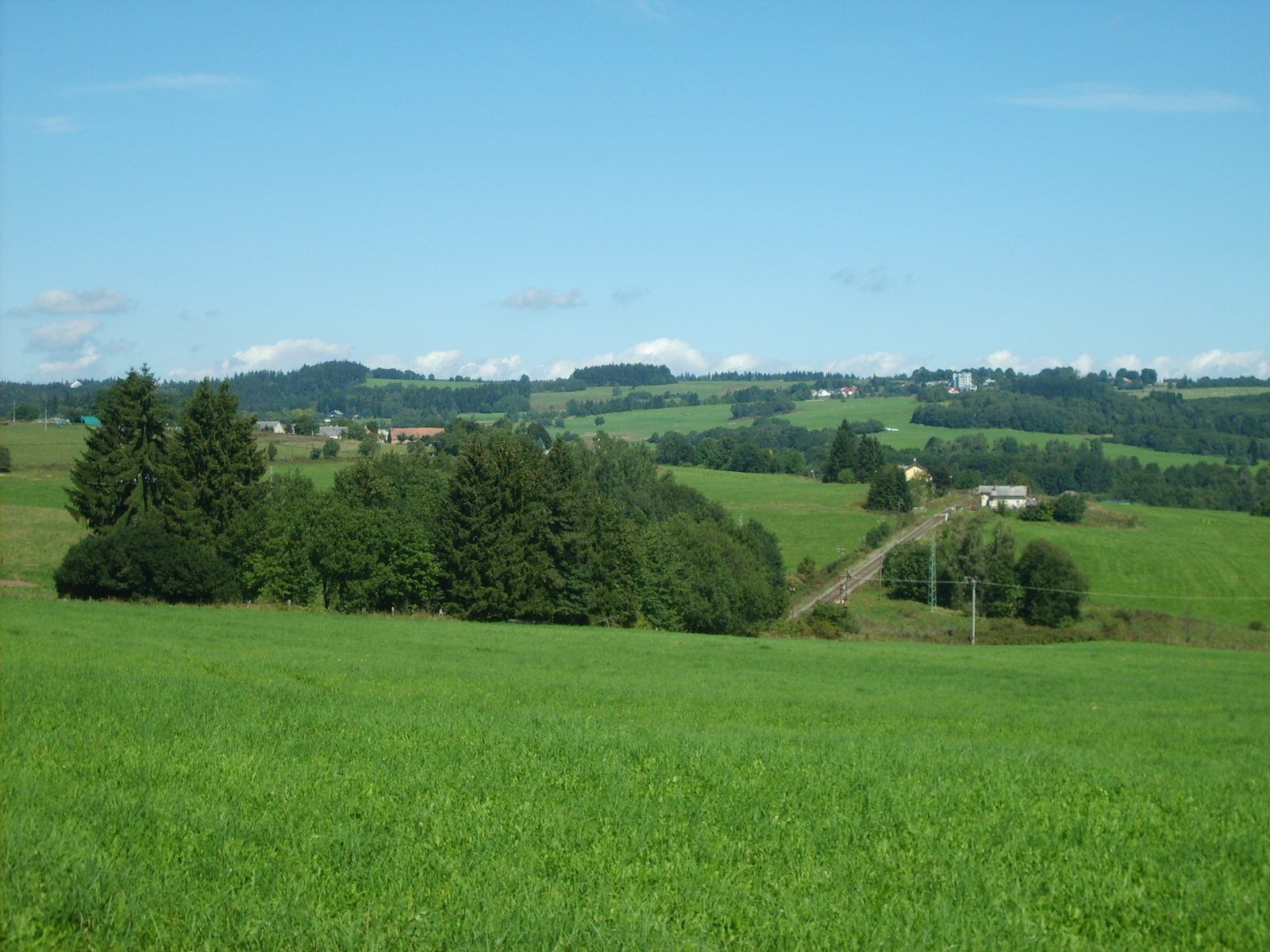
Železniční trať po výjezdu z tunelu. Žlutý domek v pozadí je železniční zastávka

- Počet obyvatel : 130 , z toho:
  - podíl mužů: 50,8 %
  - podíl dětí do 15 let: 14,6 %
- Průměrný věk: 42,0 let
  - muži: 41,4 let
  - ženy: 42,5 let

## Současnost
Vlkovice dnes patří mezi nejmenší obce na chebském okrese. Mají i relativně malý katastr.
Vesnice je tak malá, že se zde neuživí ani obchod s potravinami. Přesto to však obyvatelé obce nemají za úřady, do škol, za lékařem, do zaměstnání nebo za službami daleko. Vše je totiž dostupné v Mariánských Lázních vzdálených 4 km po silnici. Velmi pohodlná a rychlá je v tomto směru také železniční doprava.
Obec je uložena ve velmi malebné a čisté krajině – z jejího okolí jsou pěkné výhledy např. na nejvyšší vrchol Tepelské náhorní plošiny – Podhorní vrch. Přístupová silnička k obci je lemována pěknou alejí. Přes Vlkovice vede žlutá turistická značka z Mariánských Lázní do nádherného údolí Kosího potoka, Michalových Hor a Plané.
V obci najdeme provozovny zemědělského družstva – jedná se zejména o živočišnou výrobu. Při vjezdu si nelze nepovšimnout asi 3 vysokých železných silážních věží. Dosud je pěkně zachovaný původní půdorys návsi (okrouhlice) se statky typickými pro oblast Chebska. Na návsi, v budově bývalé školy, sídlí obecní úřad a knihovna s veřejným internetem.

## Doprava

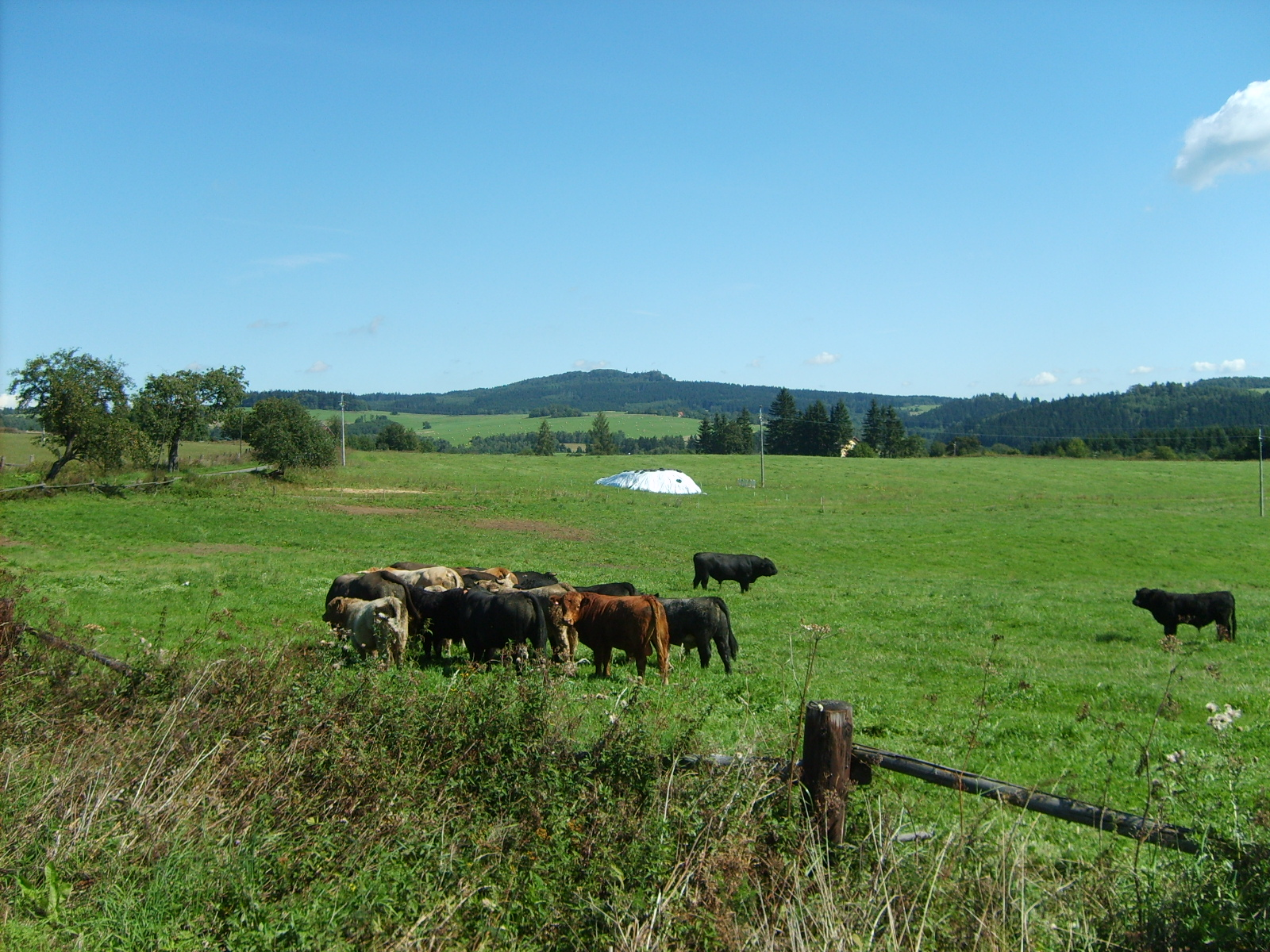
Krajina Tepelské náhorní plošiny od silnice do Martinova. V pozadí nejvyšší vrchol celku – Podhorní vrch, který vzhledem k vysoké nadmořské výšce celé oblasti nijak výrazně „nevyčnívá“

Katastru obce se na severním okraji dotýká silnice II/230 Bečov nad Teplou – Planá – Stříbro – Stod – Přeštice – Nepomuk. Do samotné vesnice a do její osady Martinov vede pouze silnice III. třídy, která se ze silnice 230 odpojuje. Tato komunikace je sice úzká, ale pro potřeby obce snad dostačující. Díky existenci vlakové zastávky přímo v obci nemusí do Vlkovic totiž ani zajíždět autobusy.
Železniční zastávka leží na trati 149 Mariánské Lázně – Karlovy Vary. Vlakové spojení je velmi dobré, na trati jezdí 9 spojů v obou směrech. Přepravu již od roku 2006 nezajišťují ČD, ale společnost Viamont, která na trať nasazuje moderní nízkopodlažní motorové jednotky.[zdroj?] Do Mariánských Lázní trvá cesta 5 minut, do Karlových Varů 70 minut.

## Části obce
- Vlkovice - 110 obyvatel
- Martinov – 17 obyvatel, osada ležící ve svahu, asi 1 km jižně od Vlkovic. Zatímco ve Vlkovicích je většina domů stále určena k trvalému bydlení, Martinov je již spíše „rekreační“ vesnicí.